# 前624年
| 千纪： | 前1千纪 |
| 世纪： | 前8世纪 \| 前7世纪 \| 前6世纪 |
| 年代： | 前650年代 \| 前640年代 \| 前630年代 \| 前620年代 \| 前610年代 \| 前600年代 \| 前590年代                                                                                             |
| 年份： | 前629年 \| 前628年 \| 前627年 \| 前626年 \| 前625年 \| 前624年 \| 前623年 \| 前622年 \| 前621年 \| 前620年 \| 前619年                                                               |
| 纪年： | 周襄王二十八年 魯文公三年 齊昭公九年 晉襄公四年 秦穆公三十六年 宋成公十三年 楚穆王二年 衛成公十一年 陳共公八年 蔡庄侯二十二年 曹共公二十九年 郑穆公四年 燕襄公三十四年 杞桓公十三年 |

## 大事记
- 晋国联合鲁国、宋国、陈国、卫国、郑国攻击楚国的附属国沈国。
- 秦穆公為報崤之戰（前627年）之仇，親率大軍攻晉，擊敗了晉軍的地方部隊，取王官，埋葬並祭祀在殽之戰戰死的將士的屍骨，隨即班師回秦。這次王官之戰是秦晉在秦穆公時期打的最後一場仗，在此之後，秦國向西發展，晉國繼續與楚國對峙。

## 出生
- 泰勒斯（Θαλῆς，約前624年－前546年），古希臘哲學家，古希臘七賢之一